# André Le Goupil
André Le Goupil (* 7. Januar 1931 in Martinvast; † 17. Februar 2023) war ein französischer Vielseitigkeitsreiter.

## Leben
André Le Goupil wurde in Martinvast geboren und wuchs auf einem Hof in Moon-sur-Elle auf, wo sein Vater 99 Pferde hielt. 1961 wurde er auf seiner Stute Jacasse B erstmals französischer Meister im Vielseitigkeitsreiten. Bei den Olympischen Sommerspielen 1968 in Mexiko wurde er Zwölfter im Vielseitigkeits-Einzel und belegte im Mannschaftswettkampf mit Jean-Jacques Guyon, Jean Sarrazin und Jean-Louis Martin den vierten Platz. Es folgten je eine WM- und EM-Teilnahme, ehe er 1989 seine Karriere beendete.
Später gründete Le Goupil ein Reitzentrum in Martinvast. Im Jahr 1995 rief er Le Grand Complet, ein internationales Reitturnier, ins Leben, das noch heute ausgetragen wird. Sein Sohn Pierre wurde als Parcoursdesigner für die Olympischen Spiele 2024 in Paris auserwählt.